# 제42회 인도 국제 영화제
제42회 인도 국제 영화제는 2011년 11월 23일에 열린 시상식이다.

## 수상 및 후보

### 작품상
- 포르피리오 - 알레한드로 란데스 수상

### 감독상
- 씨민과 나데르의 별거 - 아쉬가르 파라디 수상

### 여우주연상
- 엘레나 - 나데즈다 마르키나 수상

### 남우주연상
- 레스터레이션 - 새슨 가바이 수상

### 심사위원특별상
- 아부, 선 오브 아담 - 살림 아메드 수상